# Dalea boraginea
Dalea boraginea är en ärtväxtart som beskrevs av Rupert Charles Barneby. Dalea boraginea ingår i släktet Dalea, och familjen ärtväxter. Inga underarter finns listade i Catalogue of Life.